# Воложка (Ижевск)
Во́ложка — жилой район города Ижевска. Почти целиком расположен на территории Ленинского административного района города, за исключением микрорайона Старая Воложка, который относится к Октябрьскому административному району. Население — около 500 человек.
Воложка — район исторически сложившейся индивидуальной жилой застройки усадебного типа. Прилегающий к району берег Ижевского пруда является популярным местом летнего отдыха ижевчан.

## Географическое положение
Жилой район расположен на северо-западной окраине удмуртской столицы, в верховьях Ижевского пруда. Правобережная (западная) часть Воложки входит в состав Ленинского района города, небольшая левобережная (восточная) часть — в составе Октябрьского района. Левобережные и правобережные кварталы соединяет живописный пешеходный мост через пруд протяжённостью 575 метров.
Район состоит из пяти исторически сложившихся микрорайонов: Воложка, Старая Воложка, Станция Воложка, жилое образование «Юровский мыс», жилое образование «Шабердейка».

## История
18 мая 1810 года в результате пожара пять улиц Нагорной части выгорели полностью. На следующий день после пожара руководство завода, собравшись на совещание, решило увеличить заготовку делового стройматериала. За месяц прорубили просеку, выровняли путь под лежневку, волоком тащили бревна к реке. Это одна из версий происхождения названия «Воложка». В дальнейшем за этой местностью закрепилась функция места отдыха на берегу пруда, а дорога в Шабердино, ведущая к Воложке, получила название «Дорога на Воложку» (удм. Воложкасюрес).
Первыми постоянными жителями Воложки стали переселенцы из Шабердино — семьи Пашкиных, Баймачевых, Музыкантовых. Хлопоты по их обустройству и переезду полностью взял на себя завод, выделив им единовременное пособие и не забыв обратить их вместе с детьми в свою собственность.
В 1892 году с Воложки стал курсировать первый теплоход, изготовленный на Воткинском заводе, доставлявший древесину на лесопилку в посёлке Колтома (ныне — часть Октябрьского района).
В 1924 года включена в состав новообразованного Шабердинского сельсовета.
29 августа 1961 года указом Президиума Верховного Совета РСФСР Воложка была включена в черту города Ижевска.

## Транспорт
В 1920-е годы были организованы официальные рейсы от плотины до Воложки. Использовался колёсный пароход с одной каютой спереди. Позднее курсировал винтовой пароход. Шёл такой пароход до Воложки около часа. С 1936 года перевозки осуществлялись на речных трамвайчиках и катерах. В 1970-е годы был быстроходный теплоход «Заря», но от него отказались, потому что волна от него размывала берега, уничтожала икру и молодь.

## Достопримечательности
На Воложке находится дача фабриканта Ивана Фёдоровича Петрова. Краевед Е. Ф. Шумилов так описал дачи ижевских купцов:

Были три самые богатые дачи на Ижевском пруду: Соловьева, Петрова и Евдокимова. От первой практически ничего не осталось, кроме названия мыса. Вторая, что на Воложке, почти не изменилась, радуя глаз причудливыми изгибами шатров и балконов. Зато евдокимовская дача, что на Юровском мысу, до сих пор восхищает первозданным простором. Бывшая дача знаменитого оружейного фабриканта Адриана Никандровича Евдокимова принадлежит сейчас одной строительной фирме. Позже и Евдокимовскую дачу снесли. Осталась только одна — Петрова, считавшегося самым крупным производителем оружия в дореволюционном Ижевске.
— 
Единственную «выжившую» дачу построили в 1913 году в стиле модерн. Предположительно по проекту И. А. Чарушина.
Дача Петрова была построена для отдыха, большинство комнат — летние. Погостить к оружейнику приезжали купцы, чиновники, родственники и друзья. Любили охотиться и рыбачить. Зимой на пруду устраивали катания на буерах. Для жителей Воложки заливали каток.
Из воспоминаний внука фабриканта, Николая Ивановича Петрова:

Пруд был очень большой — 12 верст в длину до Воложки и в ширину тоже несколько верст. В пруду было много рыбы и дичи. Около Воложки очень красивая трехэтажная дача на горе, построенная в 1913 году, а внизу на берегу пруда дом, где жил дедушка Терно, отец тети Фисы. Он был учитель. У него в доме был большой письменный стол, на котором стоял большой глобус, кругом разные чучела птиц и зверей, которые он делал сам. Рядом с его домом была пристань с мостиками для лодок и купания, а для моторной очень хорошей лодки «Чайки» крытый домик на воде. Ещё была лодка с подвесным мотором «Альбатрос».
На Воложке заготавливали дрова для фабрики и дома. Эти дрова вывозили на большой барже, которую буксировал небольшой нефтяной катер «Садик». На дачу ездили по пруду на «Чайке». Очень хорошо помню, как на пруду зимой устраивали большой каток, обсаженный ёлочками, и там играл духовой оркестр. Я ходил с мамочкой на этот каток, и мы отлично катались. Также по льду пруда катались на буерах. Управлял буером папа.
— 
Частное оружейное производство в Удмуртии было ликвидировано юридически 31 января (13 февраля) 1918 года, когда исполнительный комитет Ижевского совета рабочих, солдатских и крестьянских депутатов санкционировал постановление общезаводского комитета о конфискации «… фабрик, имущества и капиталов Петрова И. Ф., Петрова В. И., Березина Н.И и Евдокимова А. Н.» Дача перешла государству. После 1917 года здесь был санаторий для рабочих, а позже — пионерлагерь «Салют» для детей медработников. Сейчас дача является памятником культуры, хоть и весьма обветшалым.

## Галерея

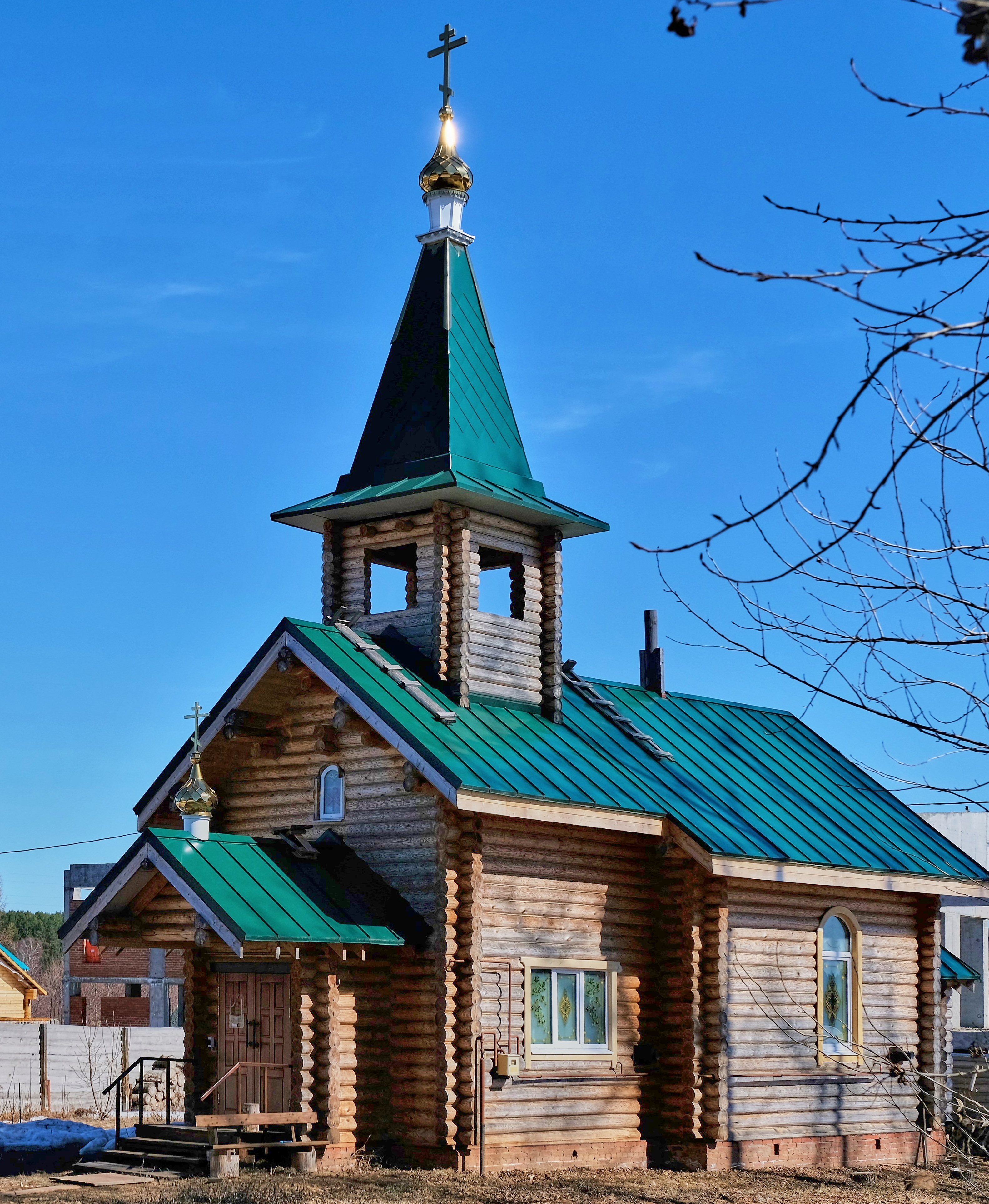
Церковь Трёх Святителей на Воложке
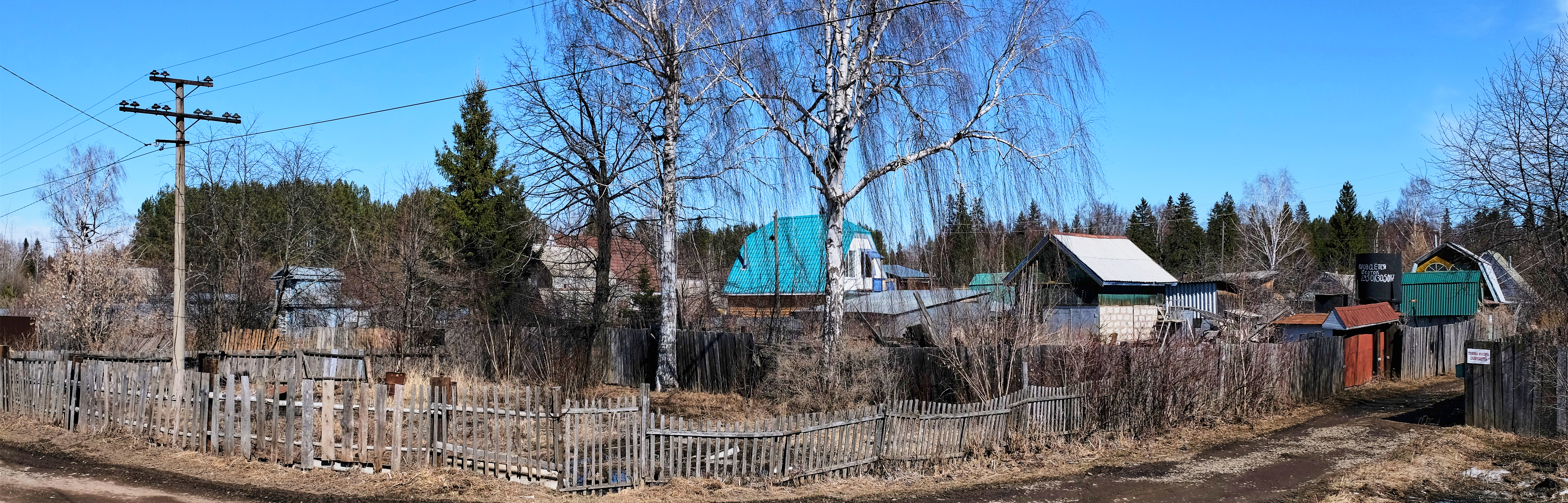
Дачные домики на Воложке
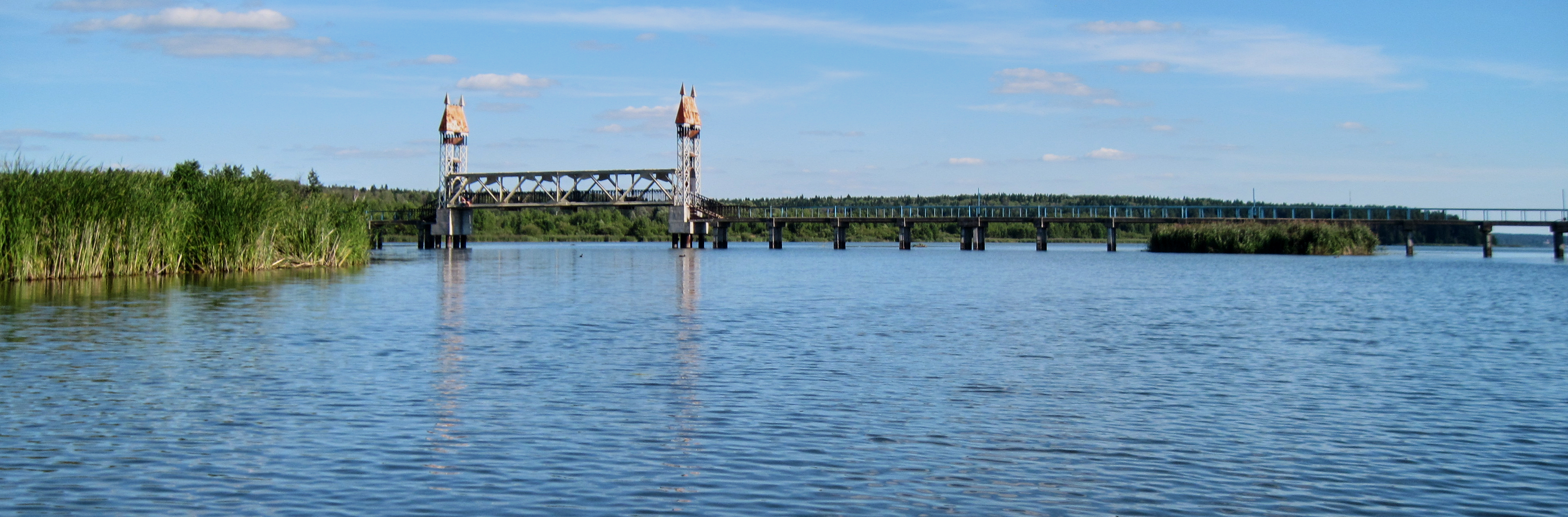
Пешеходный мост через Ижевский пруд в районе Воложки
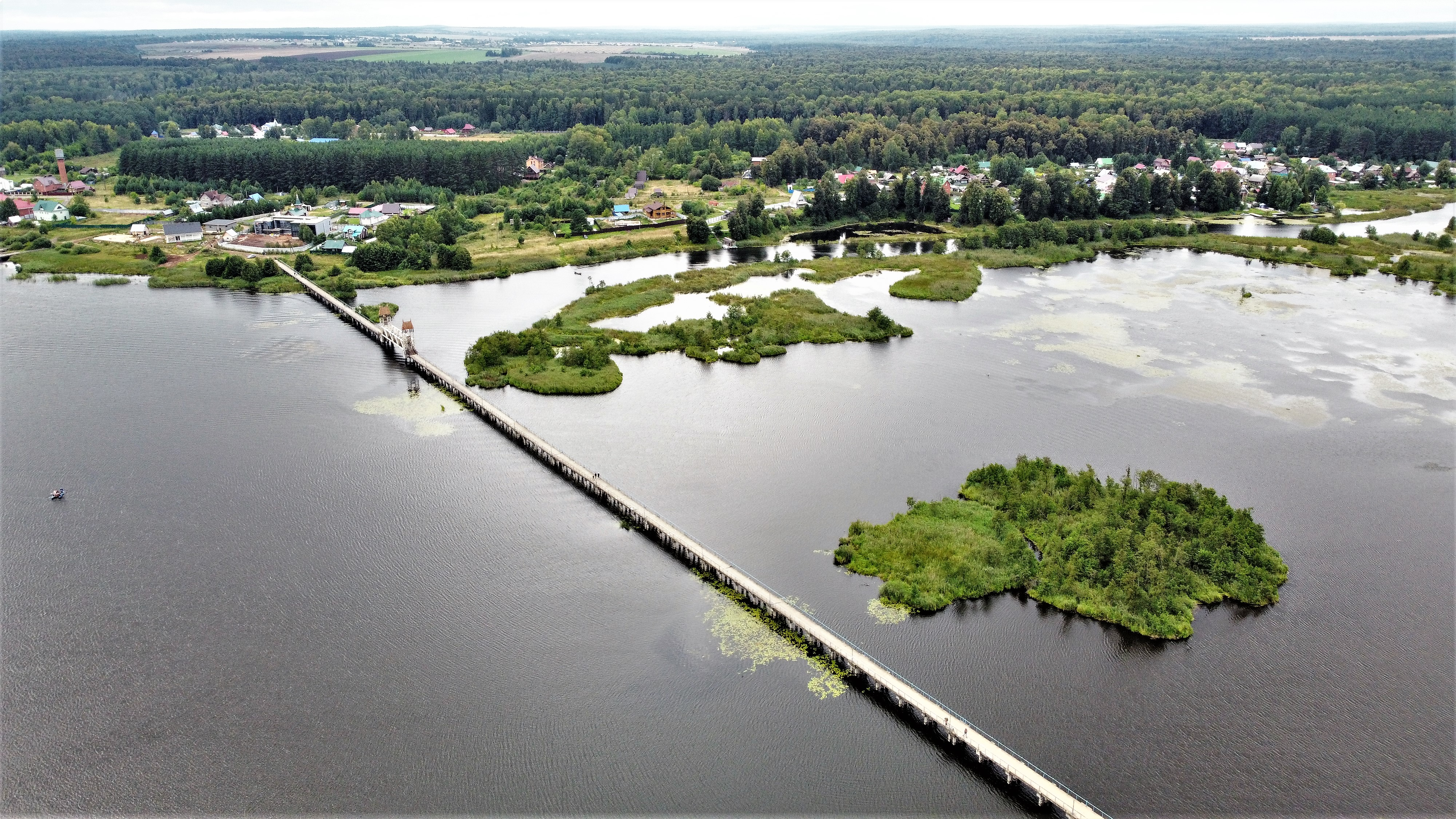
Вид на мост и посёлок с высоты